# ماسیمو پیانفورینی
ماسیمو پیانفورینی (ایتالیایی: Massimo Pianforini؛ ۲ فوریه ۱۸۹۰ – ۱۱ اکتبر ۱۹۶۶) بازیگر اهل ایتالیا بود.
از فیلم‌هایی که وی در آن‌ها نقش داشته‌است، می‌توان به دکتر آنتونیو، روسینی، بینوایان و فیلیپه دربلی اشاره نمود.